# アリオ
- セブン&アイ・ホールディングス
  - セブン&アイ・クリエイトリンク > アリオ
  - イトーヨーカ堂 > アリオ

アリオ (英称: Ario) は、セブン&アイ・ホールディングス傘下のセブン&アイ・クリエイトリンクが中心となって店舗開発を行っている大型ショッピングセンターである。

## 概要
総合スーパーの「イトーヨーカドー」を核テナントに専門店モールを併設する形態で開業。
イトーヨーカ堂は2005年（平成17年）3月9日に三井物産と合弁でデベロッパーのモール・エスシー開発を設立し、ショッピングセンターの開発・運営に参入した。
設立時の出資比率はイトーヨーカ堂が60%で、三井物産が40%であった。
モール・エスシー開発は、2016年11月30日付で、セブン&アイ・ホールディングス直系に移動の上、グループの不動産開発・管理全般を担う株式会社セブン&アイ・クリエイトリンクに商号変更している。
ほとんどの店舗はセブン&アイ・クリエイトリンクが開発し、イトーヨーカ堂から施設運営を受託されている。例外としてアリオ倉敷はセブン&アイ・クリエイトリンクが施設運営も行い、アリオ加古川は多木化学が施設を所有し、セブン&アイ・クリエイトリンクが運営を行う。
基本的にイトーヨーカドーを核テナントとするが、アリオ倉敷では開業当初の核テナントだったイトーヨーカドーが撤退したため、初めて非セブン&アイ系列のスーパー（天満屋ハピーズ。運営会社の天満屋ストアにイトーヨーカ堂が20%出資）を核テナントとする店舗となった。
2024年2月にイトーヨーカ堂が構造改革の一環として北海道・東北・信越からの店舗撤退を発表し、それに伴いアリオ札幌やアリオ上田でも開業当初の核テナントだったイトーヨーカドーが撤退し、アリオ札幌ではセブン&アイと資本・業務提携関係にある食品スーパーダイイチを核テナントとする店舗になった。アリオ上田では非セブン&アイ系列のOICグループの食品スーパーロピアが核テナントとして出店する予定。

### 名称の由来
ariel（"空気の精"の意）と語尾に「o」を組み合わせた造語。また、Arioを表す4字にはそれぞれ「娯楽」「安らぎ」「情報発信」「創造性」といった意味が込められている。

### 出店場所
初期に出店した店舗は過去に閉鎖された大規模な工場跡地の再開発によるものであったが、その後は既存の店舗を改装してテナント比率を上げる形でArioへの転換を図る形態の出店も行っている。

### 出店を検討した地域
- 日本たばこ産業仙台工場・東仙台球場（JT球場）跡地（宮城県仙台市宮城野区）
  - 2005年11月29日に一旦はJTと合意し[10]、翌年2006年（平成18年）に複合映画館を含む大型ショッピングセンターの開設計画を発表した[11]。しかし、地域住民や中心市街地の商店街などがオーバーストアの懸念からイトーヨーカドーが進出を断念した[11]。その後、大和ハウス工業主導により住宅地と商業施設の複合開発事業が進められ、その一部として商業施設「フォレオせんだい 宮の杜」が2009年11月5日に開業し、同月13日に同施設にセブン&アイグループのヨークベニマルが出店した[11]。

### マスコットキャラクター
- 犬の「アリ（青）」と「リオ（赤）」[7][12]
- 「棚照結神（）」[13]（後述）
- 「なえポックル」[14]（札幌のみ）

#### 棚照結神
2021年より起用された、セブン&アイ・クリエイトリンク運営の各店舗を擬人化したマスコットキャラクター。2024年2月現在、21名が存在しており、アリオ店舗ではないグランツリー武蔵小杉・プライムツリー赤池・セブンパーク天美も含まれる一方、2017年9月に閉店済みのアリオ松本に相当するキャラクターは存在しない。なお、2021年以降に閉店した店舗のキャラクターは消滅する。各施設のキャラクターと担当声優・イラストレーターは以下の通り（施設の開業順に記載する）。
| 名前                | モチーフ              | 声優       | イラストレーター |
| ------------------- | --------------------- | ---------- | ---------------- |
| 蘇我 カナト（）     | アリオ蘇我            | 日野聡     | 加川壱互         |
| 神威 眞白（）       | アリオ札幌            | 逢坂良太   | あるみっく       |
| 川鋳 樹（）         | アリオ川口            | 福山潤     | ユウヒ           |
| 水郷 かずら（）     | アリオ亀有            | 梶原岳人   | 村上ゆいち       |
| 長瀬 よひら（）     | アリオ八尾            | 水瀬いのり | 茶々ごま         |
| 風祭 新（）         | アリオ西新井          | 石谷春貴   | 加川壱互         |
| 鳳 尊（）           | アリオ鳳              | 岩崎諒太   | ユウヒ           |
| 小名木川 爽琉都（） | アリオ北砂            | 黒田崇矢   | あいるむ         |
| 橋本 隼（）         | アリオ橋本            | 立花慎之介 | ももしき         |
| 花街 ぐりむ（）     | アリオ深谷            | 千葉翔也   | ももしき         |
| 神信桜 真命（）     | アリオ上田            | 白井悠介   | ユウマ           |
| 藤臣 硝（）         | アリオ倉敷            | 寺島拓篤   | あいるむ         |
| 鷲野 梨宮（）       | アリオ鷲宮            | 八代拓     | あるみっく       |
| 天馬 結月（）       | アリオ上尾            | 平川大輔   | 村上ゆいち       |
| 七星 梨鶯（）       | アリオ市原            | 竹内栄治   | ユウマ           |
| 小杉 大樹（）       | グランツリー武蔵小杉  | 熊谷健太郎 | あいるむ         |
| 柏蓮 蹴翔（）       | セブンパーク アリオ柏 | 榎木淳弥   | あいるむ         |
| 小松 菜海（）       | アリオ葛西            | 井澤詩織   | ももしき         |
| 神楽月 奏朱（）     | プライムツリー赤池    | 村瀬歩     | 茶々ごま         |
| 加古林寺 あかね（） | アリオ加古川          | 鬼頭明里   | ももしき         |
| 皇 華和地（）       | セブンパーク天美      | 狩野翔     | ユウマ           |

#### 過去に存在していたキャラクター
| 名前      | モチーフ     | 声優     | イラストレーター |
| --------- | ------------ | -------- | ---------------- |
| 泉 蒼（） | アリオ仙台泉 | 葉山翔太 | ユウヒ           |

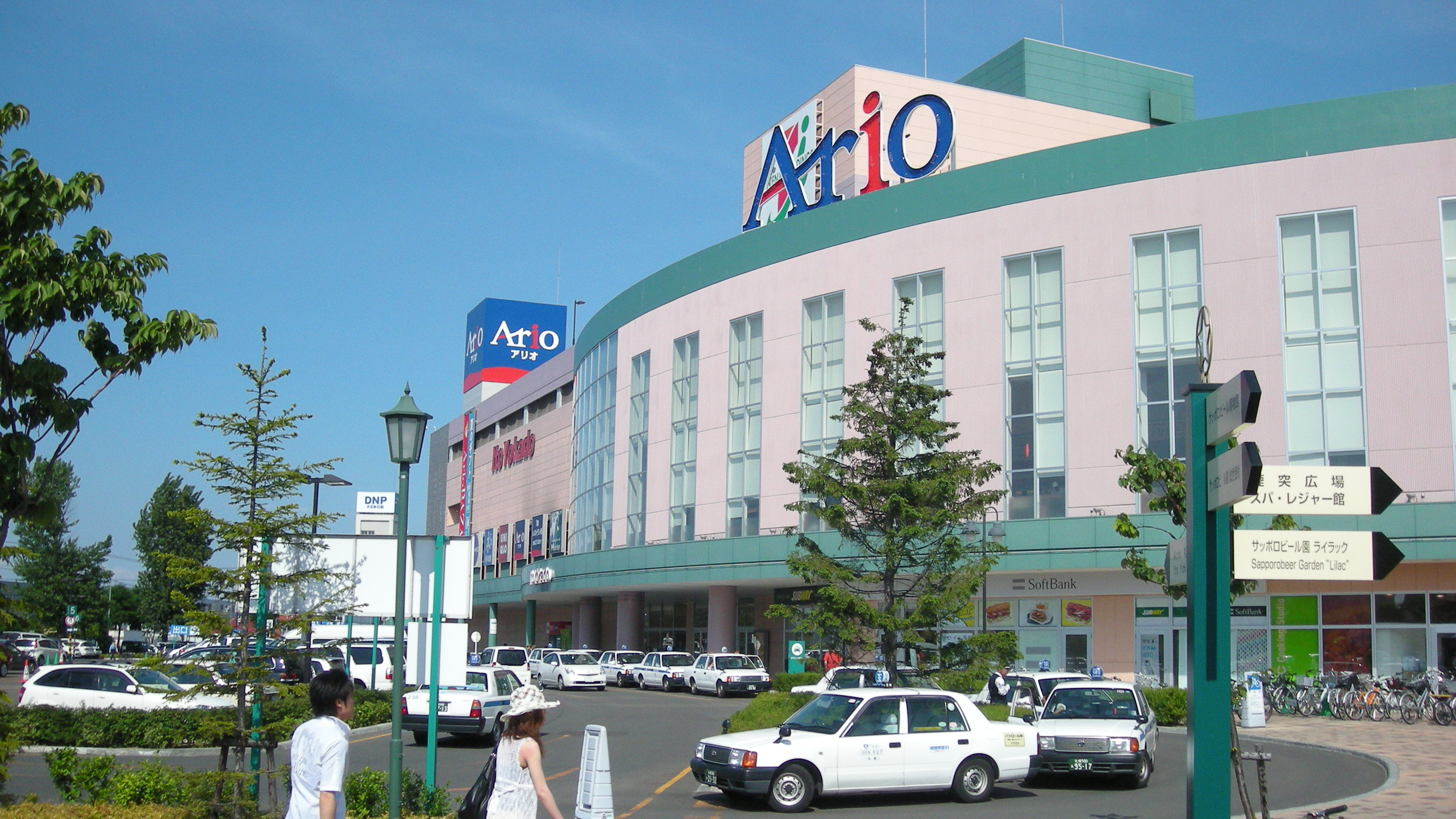
アリオ札幌
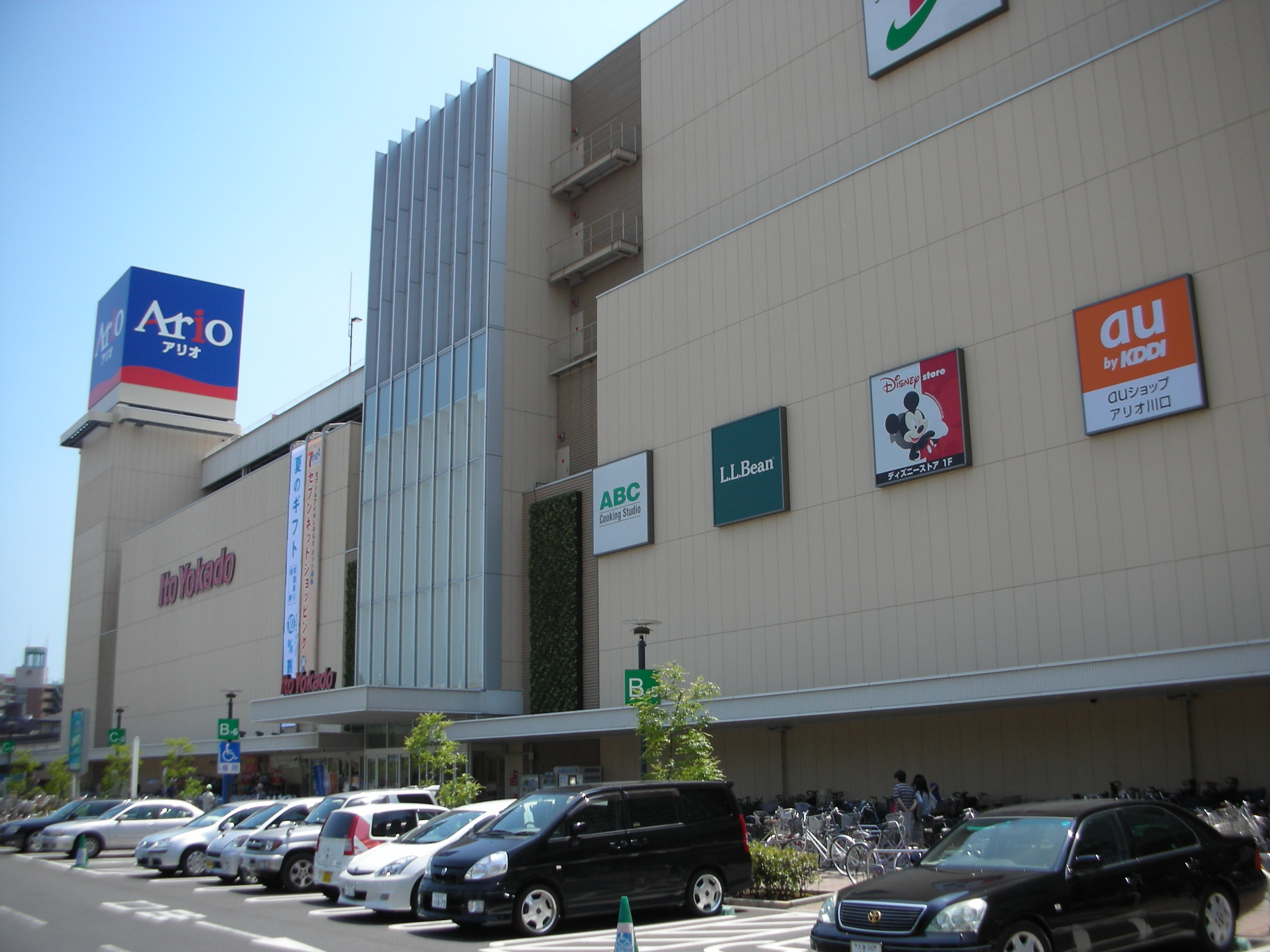
アリオ川口
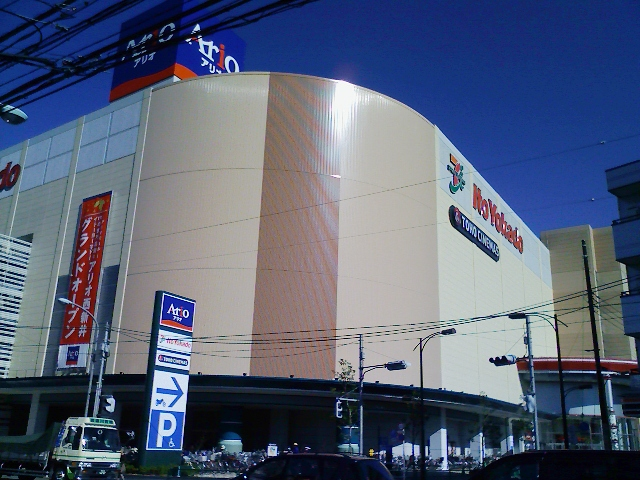
アリオ西新井
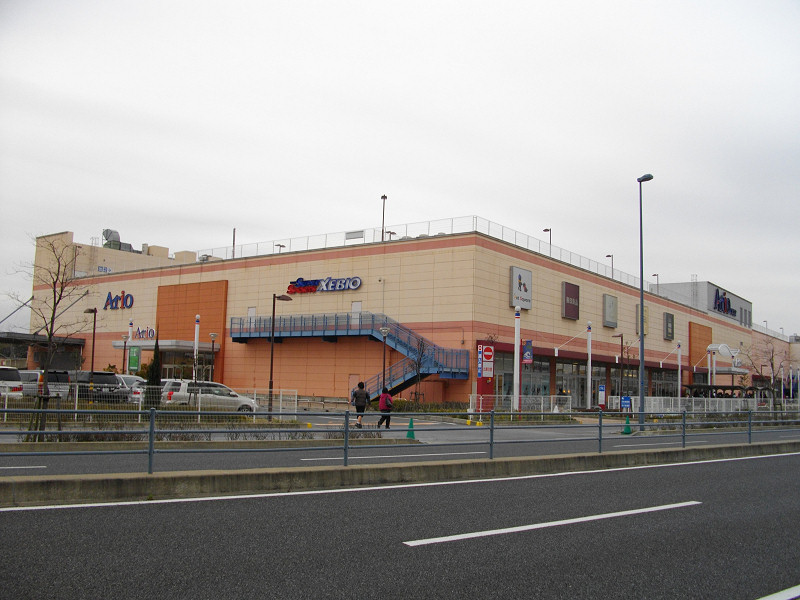
アリオ蘇我
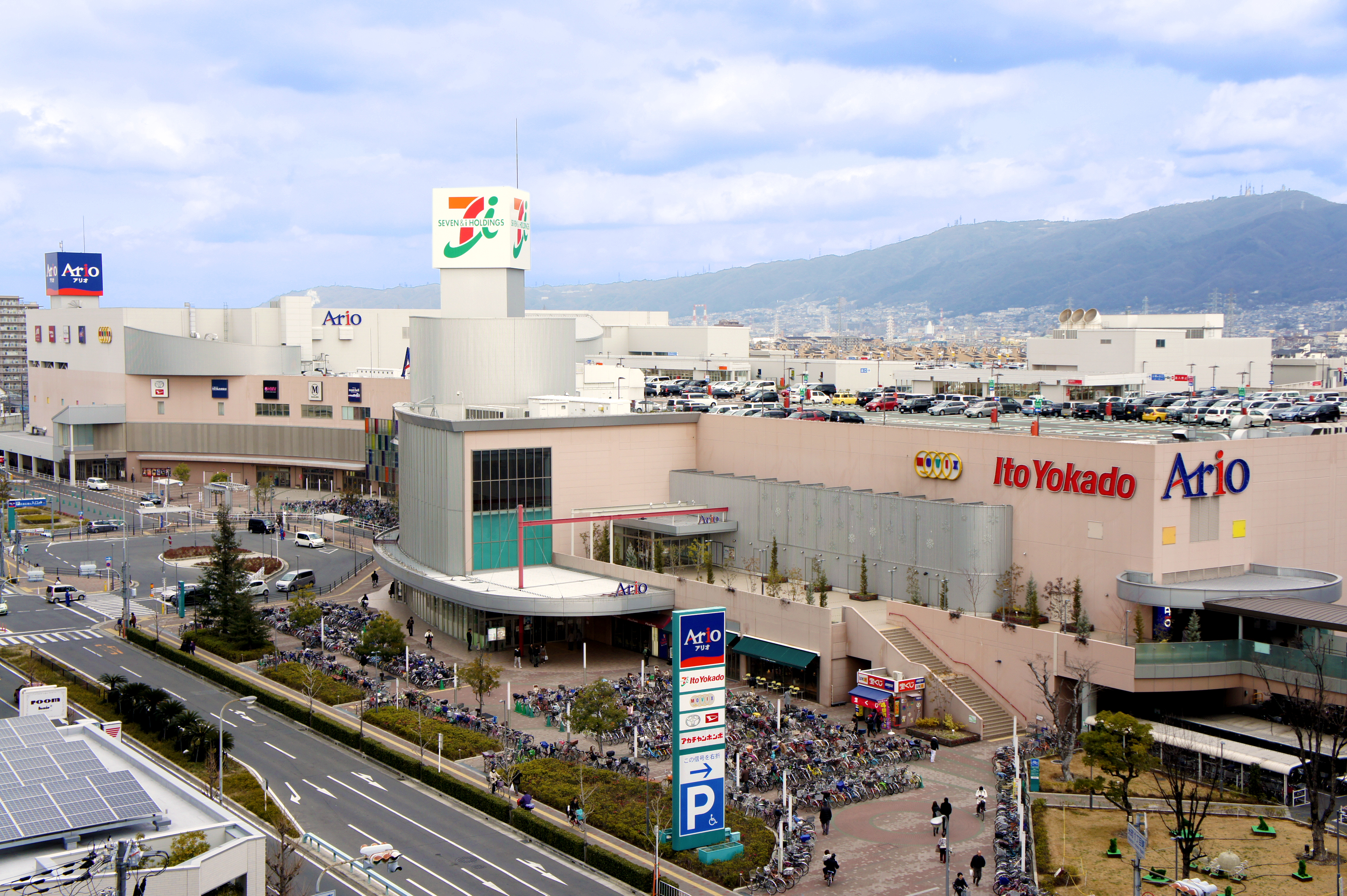
アリオ八尾
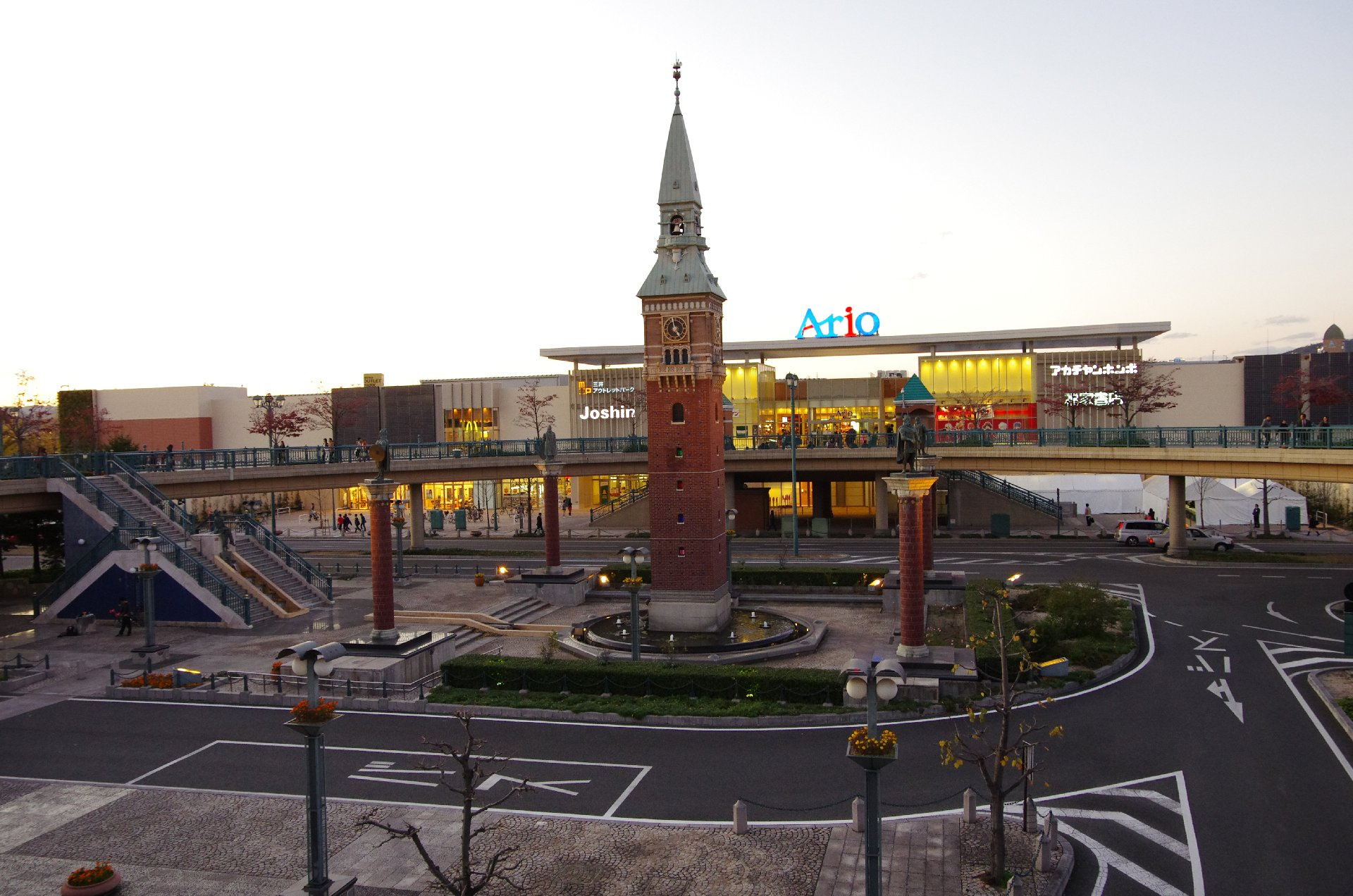
アリオ倉敷
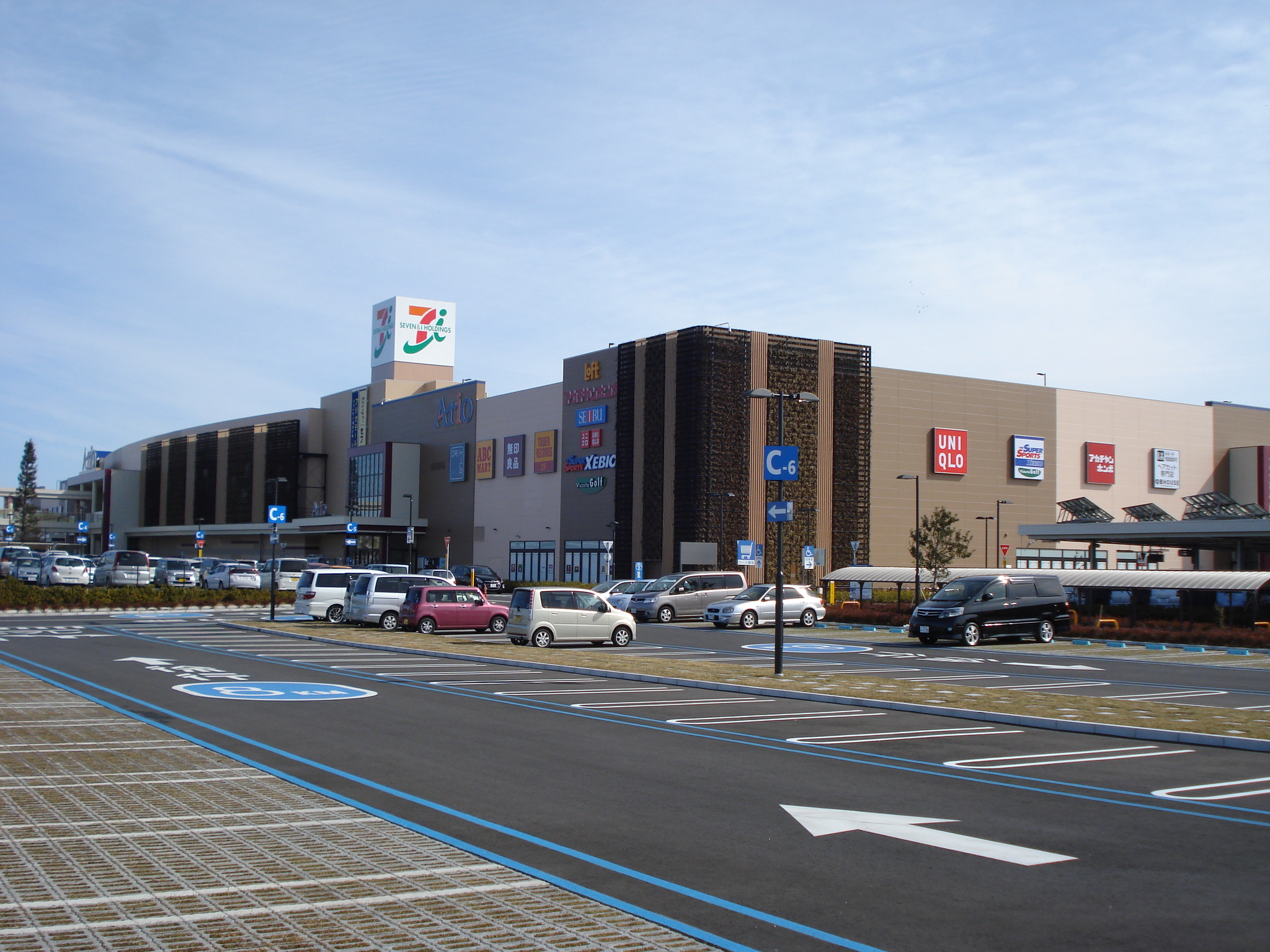
アリオ鷲宮
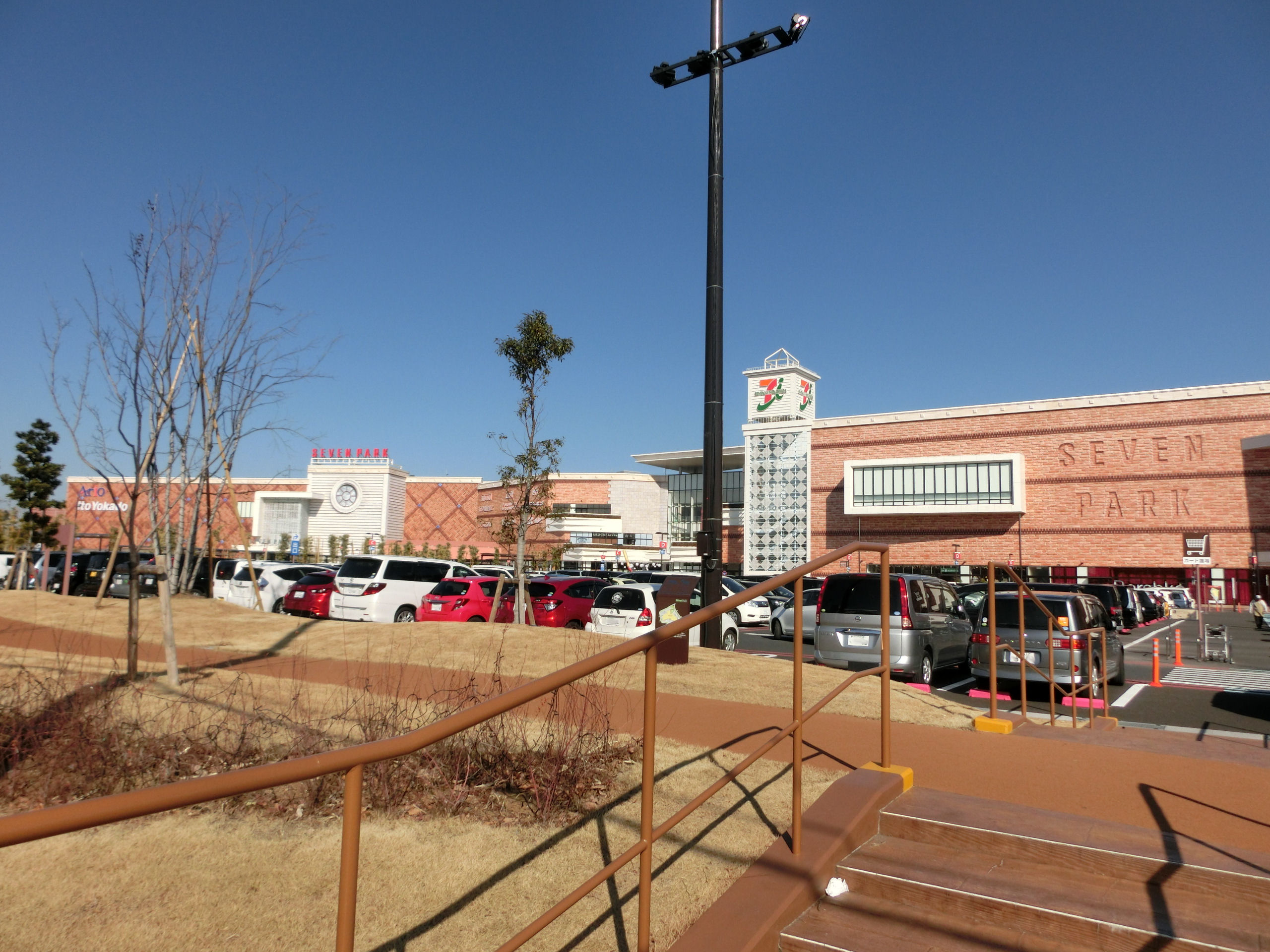
セブンパーク アリオ柏
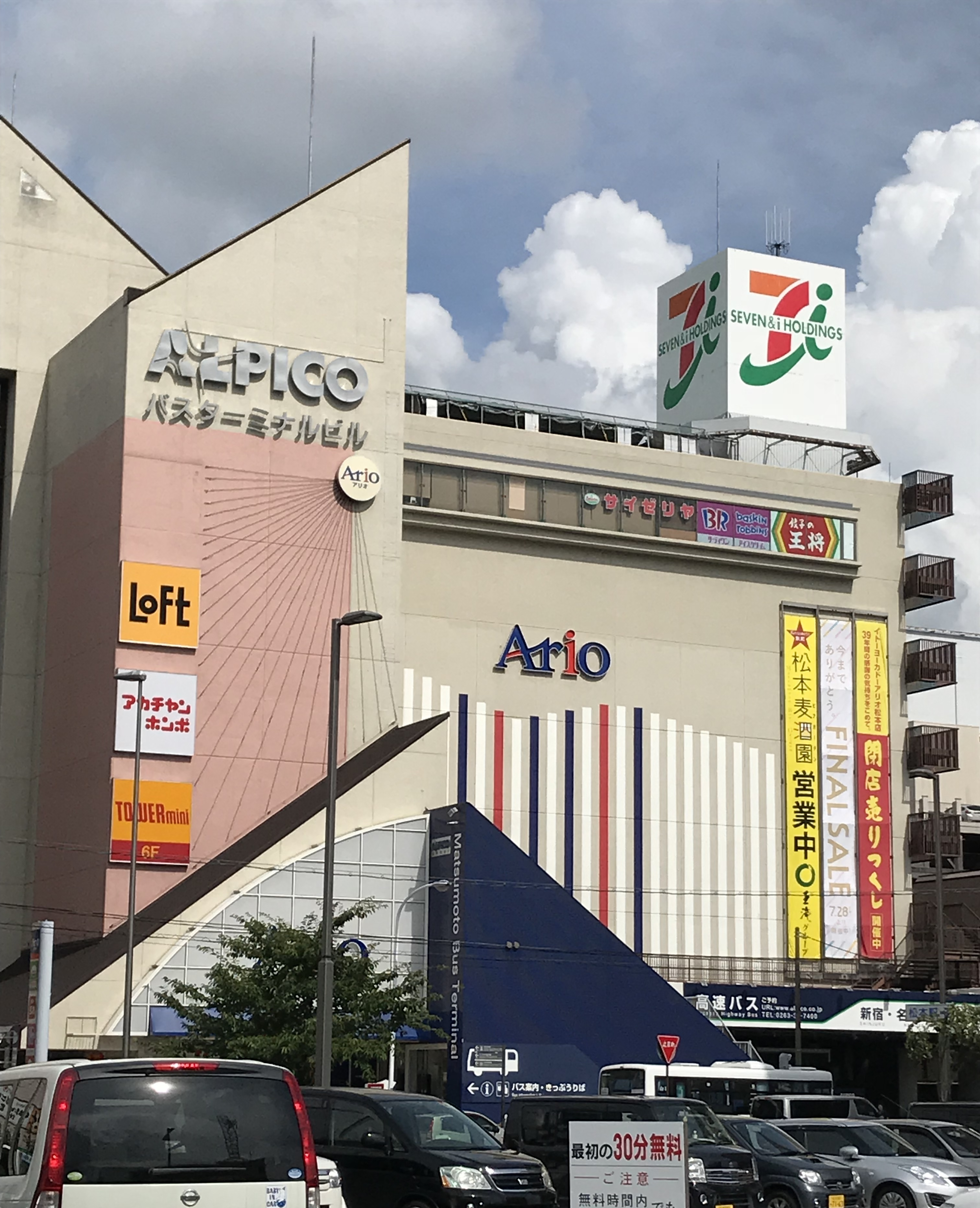
アリオ松本（営業当時）
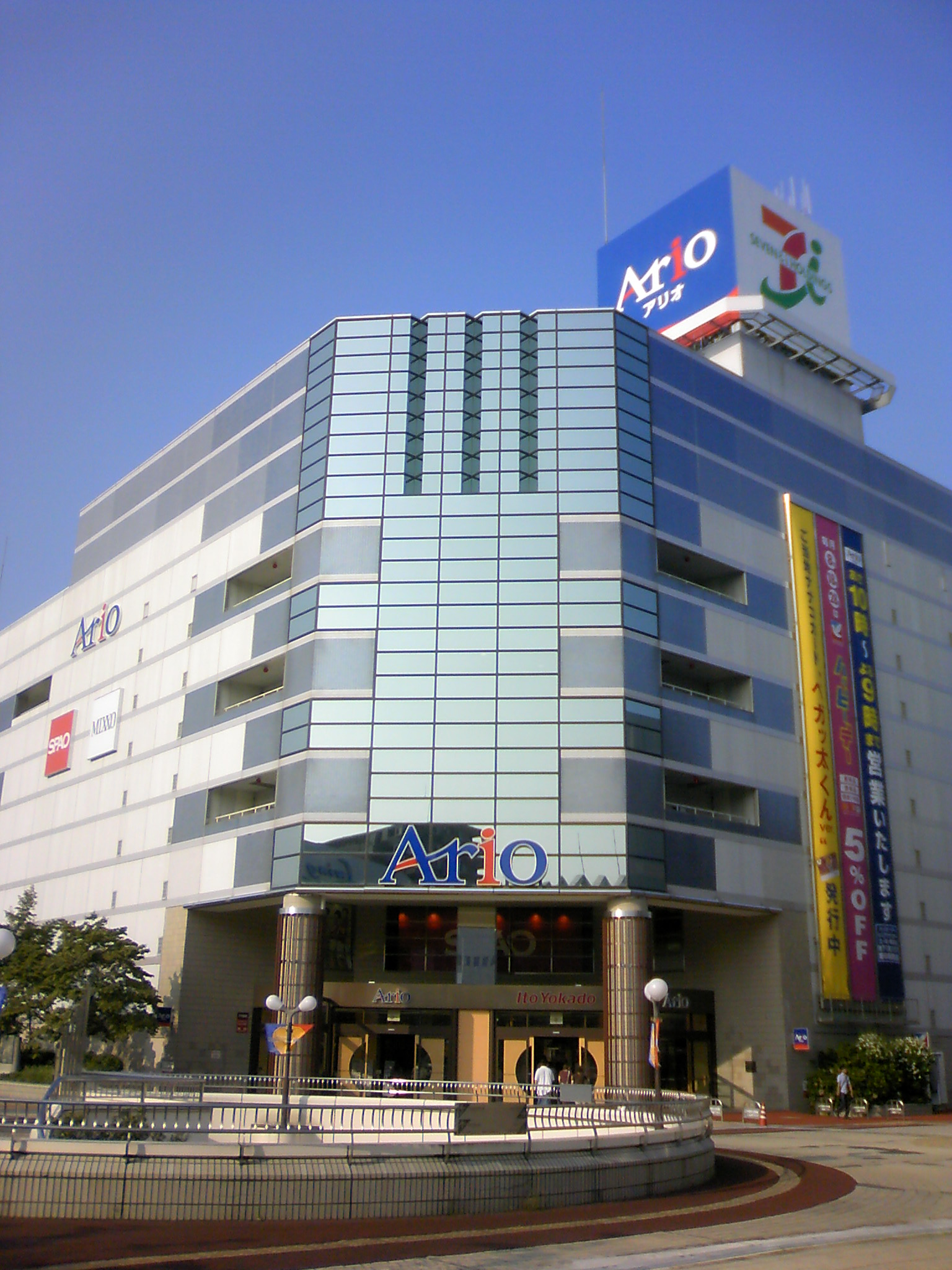
アリオ仙台泉（営業当時）

## 沿革
- 2005年（平成17年）
  - 3月9日 - 株式会社モール・エスシー開発を設立[2]。
  - 4月27日 - 千葉県千葉市中央区のJFEスチール東日本製鉄所（旧：川崎製鉄）敷地の再開発事業「ハーバーシティ蘇我」の中核施設として、1号店のアリオ蘇我開業[3][17]。
  - 11月23日 - 北海道札幌市東区のサッポロビール札幌工場跡地に、2号店のアリオ札幌開業[18][19]。
  - 11月29日 - 埼玉県川口市のサッポロビール埼玉工場跡地に、3号店のアリオ川口開業[20]。
- 2006年（平成18年）
  - 3月3日 - 東京都葛飾区の日本大昭和板紙東京工場跡地に、4号店のアリオ亀有開業[21]。
  - 12月4日 - 大阪府八尾市のコクヨ八尾工場跡地に、5号店のアリオ八尾開業[22]。
- 2007年（平成19年）11月9日 - 東京都足立区の日清紡西新井工場跡地に、6号店のアリオ西新井開業[23]（プレオープンは11月6日[24]）。
- 2008年（平成20年）3月31日 - 大阪府堺市西区の東急車輛製造（現・総合車両製作所）大阪製作所跡地に、7号店のアリオ鳳開業[25]。
- 2010年（平成22年）
  - 6月4日 - 東京都江東区の日本貨物鉄道（JR貨物）小名木川駅跡地に、8号店のアリオ北砂開業（プレオープンは6月2日）[26]。初の貨物駅跡地再開発物件[27]。
  - 9月17日 - 神奈川県相模原市緑区の日本金属工業相模原製造所跡地に、9号店のアリオ橋本開業[28]（プレオープンは9月15日）。
  - 12月2日 - 埼玉県深谷市の旧イトーヨーカドー深谷店とショッピングセンター「サングリーン」、上柴公民館の一体整備により、10号店のアリオ深谷開業[29]（プレオープンは12月1日）。初のイトーヨーカドーの拡張店舗。なお、イトーヨーカドー内の食料品フロアと一部のフロアは9月1日に先行オープン[30]。
- 2011年（平成23年）
  - 4月21日[31] - 長野県上田市の日本たばこ産業上田工場跡地に[32]、11号店のアリオ上田開業[31]。
  - 11月25日 - 岡山県倉敷市の倉敷チボリ公園跡地に、12号店のアリオ倉敷開業[33]。
  - 12月16日 - 長野県松本市のエスパ松本店を改装し、13号店のアリオ松本開業[34]。
- 2012年（平成24年）11月22日 - 埼玉県久喜市の鷲宮南部開発SC[35]の中核施設として、14号店のアリオ鷲宮開業[36]。
- 2013年（平成25年）
  - 4月27日 - 宮城県仙台市泉区のイトーヨーカドー仙台泉店を改装し、15号店のアリオ仙台泉開業[37]。
  - 6月29日 - 埼玉県上尾市の西上尾SC[38][39]の中核施設として、16号店のアリオ上尾開業[40][41]。
  - 11月28日[42] - 千葉県市原市の五井駅東口開発（区画整理事業）の一環として[43][44]、17号店のアリオ市原開業[42]。当初2010年（平成22年）春の開業予定だったが[43][44]、建築資材高騰に伴う事業費増や[44]、リーマンショック後の経済情勢の悪化で[43]入居テナントが思うように集まらず[44]、一時は出店の撤回も検討された[43]。2012年に再度イトーヨーカドーを核としたショッピングセンターを2013年秋に開業すると報道され[45]、2013年11月28日に開業することになった。
- 2016年（平成28年）
  - 4月25日 - 千葉県柏市の沼南中央土地区画整理事業の一環として、18号店のセブンパーク アリオ柏開業[46][47]。アリオ初となる、公園と商業施設が一体となった形態「セブンパーク」として開業。
  - 11月30日 - 株式会社モール・エスシー開発を株式会社セブン&アイ・クリエイトリンクに商号変更[48]。
- 2017年（平成29年）
  - 2月28日 - セブン＆アイ・ホールディングスが、同年秋にアリオ松本を閉店する方針であると、信濃毎日新聞が報じた[49]。
  - 9月10日 - アリオ松本が閉店。アリオの店舗としては初の閉鎖店舗となった[50]。
  - 11月17日 - 東京都江戸川区のイトーヨーカドー葛西店をリニューアルして19号店アリオ葛西開業[51]。
- 2021年（令和3年）10月28日 - 兵庫県加古川市の多木化学が運営するグリーンプラザべふを改装して20号店アリオ加古川としてリニューアルオープン。
- 2024年（令和6年）1月31日 - アリオ仙台泉が閉店[52]。